# Pedilus lugubris
Pedilus lugubris är en skalbaggsart som beskrevs av Thomas Say. Pedilus lugubris ingår i släktet Pedilus och familjen kardinalbaggar. Inga underarter finns listade i Catalogue of Life.